# Sucheep Likittay
Sucheep Likittay (thailändisch สุชีพ ลิขิตย์; * 1. April 1952) ist ein ehemaliger thailändischer Radrennfahrer.

## Sportliche Laufbahn
Likittay war im Straßenradsport aktiv und Teilnehmer der Olympischen Sommerspiele 1976 in Montreal. Im Mannschaftszeitfahren kam Thailand mit Sucheep Likittay, Chartchai Juntrat, Panya Singprayool-Dinmuong und Prajin Rungrote auf den 25. Rang.